# Caradrina meralis
Caradrina meralis là một loài bướm đêm thuộc họ Noctuidae. Nó được tìm thấy ở New Jersey và New Hampshire, Ontario, Ohio và Wisconsin phía tây ngang qua miền nam Canada tới British Columbia, phía nam đến California và Arizona.
Sải cánh dài 28–30 mm. Con trưởng thành bay vào cuối hè và fall.